# Andrea Ercolani Volta
Andrea Ercolani Volta (20 aprile 1995) è un ostacolista sammarinese, specializzato nei 400 metri ostacoli.

## Biografia
Ercolani Volta ha debuttato nei circuiti internazionali nel 2011 prendendo parte ai Mondiali allievi in Francia nei 200 metri piani. Successivamente, specializzatosi nelle corse ad ostacoli, è entrato nella nazionale di San Marino a partire dal 2015, in occasione dei Giochi dei piccoli stati d'Europa previsti quell'anno in Islanda, da cui ha portato a casa una medaglia d'argento. Oltre ad aver preso parte ad altre edizioni regionali, Ercolani Volta è approdato al suo primo Mondiale nel 2019 in Qatar, grazie ad una wild card - essendo tra gli atleti di punta del piccolo stato europeo, dove ha stabilito un nuovo record nazionale nella disciplina.

## Record nazionali
- 400 metri ostacoli: 52"12 ( Marsa, 3 giugno 2023)
- Staffetta 4×200 metri indoor: 1'30"72 ( Ancona, 6 marzo 2016) (Francesco Molinari, Andrea Ercolani Volta, Francesco Seyngh Maiani, Alessandro Gasperoni)

## Palmarès
| Anno | Manifestazione                   | Sede       | Evento      | Risultato | Prestazione | Note             |
| ---- | -------------------------------- | ---------- | ----------- | --------- | ----------- | ---------------- |
| 2011 | Mondiali U18                     | Lilla      | 200 m piani | Batteria  | 24"69       |                  |
| 2013 | Europei U20                      | Rieti      | 400 m hs    | Batteria  | 57"48       |                  |
| 2014 | Mondiali U20                     | Eugene     | 400 m hs    | Batteria  | 56"11       |                  |
| 2015 | Giochi dei piccoli stati europei | Reykjavík  | 400 m hs    | Argento   | 55"16       | Record nazionale |
| 2015 | Europei U23                      | Tallinn    | 400 m hs    | Batteria  | 54"72       |                  |
| 2016 | Camp. piccoli stati europei      | Marsa      | 400 m piani | 14º       | 51"71       |                  |
| 2017 | Giochi dei piccoli stati europei | Serravalle | 400 m hs    | Bronzo    | 53"07       | Record nazionale |
| 2017 | Europei U23                      | Bydgoszcz  | 400 m hs    | Batteria  | 53"45       |                  |
| 2018 | Camp. piccoli stati europei      | Schaan     | 400 m piani | –         | 49"91       |                  |
| 2018 | Giochi del Mediterraneo          | Tarragona  | 400 m hs    | Batteria  | 53"14       |                  |
| 2018 | Europei                          | Berlino    | 400 m hs    | Batteria  | 53"86       |                  |
| 2019 | Giochi dei piccoli stati europei | Antivari   | 400 m hs    | Argento   | 53"48       |                  |
| 2019 | Mondiali                         | Doha       | 400 m hs    | Batteria  | 52"60       | Record nazionale |
| 2021 | Camp. piccoli stati europei      | Serravalle | 400 m hs    | Oro       | 53"02       |                  |
| 2022 | Giochi del Mediterraneo          | Orano      | 400 m hs    | Batteria  | 52"35       |                  |
| 2022 | Europei                          | Monaco     | 400 m hs    | Batteria  | 52"59       |                  |
| 2023 | Giochi dei piccoli stati europei | Marsa      | 400 m hs    | Oro       | 52"12       | Record nazionale |
| 2023 | Giochi dei piccoli stati europei | Marsa      | 4×400 m     | 5º        | 3'19"96     |                  |
| 2023 | Mondiali                         | Budapest   | 400 m hs    | Batteria  | 52"69       |                  |